# Tom Jones (dirkač)
Tom Jones, ameriški dirkač Formule 1, * 26. april 1943, Dallas, Teksas, ZDA, † 29. maj 2015, Eastlake, Ohio, ZDA.
V svoji karieri je nastopil le na dirki za Veliko nagrado Kanade v sezoni 1971, kjer se mi z dirkalnikom Cooper T82 lastnega privatnega moštva ni uspelo kvalificirati na dirko.

## Popolni rezultati Formule 1
(legenda) (odebeljene dirke pomenijo najboljši štartni položaj, poševne pa najhitrejši krog, †-uvrščen kljub odstopu)
| Leto | Moštvo    | Šasija     | Motor     | 1   | 2   | 3   | 4   | 5   | 6  | 7   | 8       | 9   | 10  | 11  | Prv | Toč |
| ---- | --------- | ---------- | --------- | --- | --- | --- | --- | --- | -- | --- | ------- | --- | --- | --- | --- | --- |
| 1967 | Tom Jones | Cooper T82 | Climax V8 | JAR | MON | NIZ | BEL | FRA | VB | NEM | KAN DNQ | ITA | ZDA | MEH | -   | 0   |